# Parmena subpubescens
Parmena subpubescens là một loài bọ cánh cứng trong họ Cerambycidae.